# 日尼亞季諾
48°21′2″N 22°35′45″E / 48.35056°N 22.59583°E
日尼亞季諾（烏克蘭語：Жнятино）是位於烏克蘭西部外喀爾巴阡州的穆卡切沃區的村莊，始建於1300年，面積3.001平方公里，海拔高度107米，2001年人口2,243，人口密度每平方公里747.42人。